# 한통숙
한통숙(韓通淑, 1906년 4월 14일 ~ 1971년) 대한민국의 정치인이다. 함경남도 신흥군 출신이며, 제5, 6, 7대 국회의원 및 체신부장관 등을 역임하였다. 

## 학력
- 1930년 : 경북법학전문학교 졸업

## 약력
- 1938년 : 일본고등문관시험 합격
- 1940년 : 흥아원사무관(興亞院事務官)
- 1945년 : 주북경대사관 근무
- 1948년 : 교통부 비서실장, 상공부 차관
- 1950년 : 한일통상회담 한국대표단장
- 1960년 :  참의원 산업분과위원장
- 1961년 : 체신부장관 	1961. 1. 30. ~ 1961. 5. 19.
- 1966년 : 민중당 서울특별시당위원장, 민중당 운영위원
- 1969 신민당 탈당

## 역대 선거 결과
|  | 21.98% |

|  | 32.69% |

|  | 32.7% |

## 참고 자료
- 한통숙 - 대한민국헌정회

| 전임 김수학 | 제3대 상공부 차관 1949년 9월 15일 ~ 1950년 5월 22일 | 후임 이병호 |

| 전임 조한백 | 제13대 체신부 장관 1961년 1월 30일 ~ 1961년 5월 19일 | 후임 배덕진 |